# Кручинін Андрій Анатолійович
Андрій Анатолійович Кручинін (рос. Андрей Анатольевич Кручинин; 18 травня 1978, м. Караганда, СРСР) — російський хокеїст, захисник.

## Ігрова кар'єра
Виступав за «Лада» (Тольятті), ЦСК ВВС (Самара), «Молот-Прикам'я» (Перм), «Авангард» (Омськ), «Нафтохімік» (Нижньокамськ), «Атлант» (Митищі), «Амур» (Хабаровськ), «Автомобіліст» (Єкатеринбург), «Дизель» (Пенза), «Сокіл» (Красноярськ). 
У складі національної збірної Росії учасник чемпіонату світу 2006 (5 матчів, 0+2).

## Досягнення
- Срібний призер чемпіонату Росії (1997, 2005)
- Володар Континентального кубка (2006).